# Komisarz bezpieczeństwa państwowego
Komisarz bezpieczeństwa państwowego (ros. Комиссар государственной безопасности) – nazwa specjalnego stopnia wyższego korpusu dowódczego w organach bezpieczeństwa państwowego Związku Socjalistycznych Republik Radzieckich – Ludowym Komisariacie Spraw Wewnętrznych ZSRR (NKWD ZSRR).
Odpowiadał wojskowemu stopniowi kombrig lub komdiw i jemu równym, następnie generałowi majorowi; bezpośrednio niższym stopniem był major bezpieczeństwa państwowego, bezpośrednio wyższym komisarz bezpieczeństwa państwowego III rangi. 
Stopień wprowadzono 9 lutego 1943 jako odpowiednik stopnia starszy major bezpieczeństwa publicznego, zmieniono rozporządzeniem Prezydium Rady Najwyższej ZSRR z 6 lipca 1945.